# Arija Bareikis
Arija Allison Bareikis (ur. 21 lipca 1966) – amerykańska aktorka litewskiego pochodzenia.

## Życiorys
Arija urodziła się w Bloomington w stanie Indiana. Swoją karierę rozpoczęła od grania w reklamach i od epizodów w serialach. W 1997 roku zadebiutowała na Broadwayu w The Last Night in Ballyhoo, a już dwa lata później zagrała w filmie „Boski żigolo”. W międzyczasie studiowała w Berlinie i ukończyła Stanford University w 1988 roku. Po studiach wyjechała do Nowego Jorku, gdzie była przez pewien czas doradcą prawnym i jednocześnie pobierała lekcje aktorstwa.

## Filmografia
Filmy
- „Zjazd” (1997) jako Daphne
- „Nagi człowiek” (1998) jako Kim Bliss
- „Kłamczucha” (1998) jako Nicki
- „Boski żigolo” (1999) jako Kate
- „Cedry pod śniegiem” (1999) jako Susan Marie Heine
- „30 dni do ślubu” (1999) jako Sarah Meyers
- „Ambasada USA” (2002) jako Emma Brody
- „Malowany dom” (2003) jako Kathleen Chandler
- „Melinda i Melinda” (2004) jako Sally
- „Dealbreaker” (2005) jako Fran
- „A.K.A.” (2006) jako Vanessa
- „Noc oczyszczenia” (2013) jako Grace Ferrin

Seriale
- „Southland” jako Chickie Brown
- „Prawo i porządek: Zbrodniczy Zamiar” jako Gina Lowe
- „Jordan” jako Annie Capra
- „Bez śladu” jako Maggie Cartwright